# Meryta angustifolia
Meryta angustifolia är en araliaväxtart som först beskrevs av Stephan Ladislaus Endlicher, och fick sitt nu gällande namn av Berthold Carl Seemann. Meryta angustifolia ingår i släktet Meryta och familjen Araliaceae. Inga underarter finns listade.